# Lisa Rooms
Lisa Rooms (* 17. Juni 1996) ist eine belgische Leichtathletin, die sich auf den Langstreckenlauf spezialisiert hat.

## Sportliche Laufbahn
Erste internationale Erfahrungen sammelte Lisa Rooms bei den Crosslauf-Europameisterschaften 2015 in Hyères, bei denen sie nach 14:30 min auf den 51. Platz im U20-Rennen gelangte. Im Jahr darauf wurde sie bei den Crosslauf-Europameisterschaften 2016 in Chia nach 20:51 min 31. im U23-Rennen und 2017 belegte sie bei den U23-Europameisterschaften in Bydgoszcz in 16:15,58 min den fünften Platz im 5000-Meter-Lauf. Bei den Crosslauf-Europameisterschaften 2018 in Tilburg lief sie nach 22:09 min auf dem 44. Platz im U23-Rennen ein und 2019 erreichte sie bei der Sommer-Universiade in Neapel mit 10:15,76 min den neunten Platz über 3000 m Hindernis. 2022 gelangte sie bei den Europameisterschaften in München mit 15:50,59 min auf den 15. Platz über 5000 Meter und im Dezember wurde sie bei den Crosslauf-Europameisterschaften in Turin nach 28:54 min auf den 35. Platz im Einzelrennen. Im Jahr darauf belegte sie bei der 1. Liga der Team-Europameisterschaft im Rahmen der Europaspiele in Chorzów in 15:44,24 min den zehnten Platz über 5000 Meter. Im Dezember belegte sie bei den Crosslauf-Europameisterschaften in Brüssel in 35:29 min den sechsten Platz im Einzelbewerb und gewann in der Teamwertung die Bronzemedaille hinter den Teams aus dem Vereinigten Königreich und Spanien. 2024 startete sie über 5000 Meter bei den Olympischen Sommerspielen in Paris und verpasste dort mit 15:37,55 min den Finaleinzug. Im Dezember wurde sie bei den Crosslauf-EM in Antalya nach 26:42 min 18. und sicherte sich in der Teamwertung erneut die Bronzemedaille, diesmal hinter den Teams aus Italien und dem Vereinigten Königreich.
2025 erreichte sie bei den Halleneuropameisterschaften in Apeldoorn das Finale über 3000 Meter und gelangte dort mit 9:04,90 min auf den neunten Platz. Anschließend wurde sie bei den Straßenlauf-Europameisterschaften in Löwen in 32:16 min 13. im 10-km-Straßenlauf.
In den Jahren 2019 und von 2022 bis 2024 wurde Rooms belgische Meisterin im 5000-Meter-Lauf sowie 2022 über 10.000 Meter und 2023 im 10-km-Straßenlauf.

## Persönliche Bestleistungen
- 3000 Meter: 8:54,64 min, 7. Juni 2023 in Kopenhagen
  - 3000 Meter (Halle): 8:47,74 min, 8. Februar 2025 in Metz (belgischer Rekord)
- 5000 Meter: 15:26,27 min, 6. Mai 2023 in Walnut
- 10.000 Meter: 33:20,50 min, 30. April 2022 in Malmedy
- 10-km-Straßenlauf: 31:47 min, 12. Januar 2025 in Valencia
- 3000 m Hindernis: 10:15,76 min, 11. Juli 2019 in Neapel